# Поротова
Поротова — деревня в Шатровском районе Курганской области. Входит в состав Кондинского сельсовета.

## История
До 1917 года в составе Кондинской волости Шадринского уезда Пермской губернии. По данным на 1926 год состояла из 114 хозяйств. В административном отношении являлась центром Поротовского сельсовета Мехонского района Шадринского округа Уральской области.

## Население
| 1989 | 2002 | 2010 |
| ---- | ---- | ---- |
| 139  | ↘103 | ↗104 |

По данным переписи 1926 года в деревне проживало 575 человек (271 мужчина и 304 женщины), в том числе: русские составляли 100 % населения.